# Фотографија XX века
На развој фотографије двадесетог века утицали су следећи значајни догађаји и промене у друштву: Први и Други светски рат, Октобарска револуција, бацање атомске бомбе, откриће пеницилина, али и револуције у области уметности и филма, нове школе монтаже, колор телевизија, први тон филм и слично. Фотографија је присутна у свим сферама живота. Долази до њеног осамосаљења, до развијања технике и технологије која утиче на појаву нових жанрова, а фотографи се боре за заштиту ауторских права над својим делима и др.

## Алфред Штиглиц и осамостаљење фотографије
Најзаслужнија личност за развој фотографије у двадесетом веку је немачки фотограф и уметник Алфред Штиглиц. Штиглиц је учинио доста за осамостаљење фотграфије и одвајање од традиционалног схватања да фотографија треба да прати сликарство. Штиглиц је био покретач и оснивач многих покрета који су окупљали младе ауторе. Тако је године 1902. настао покрет Фото сецесија у сарадњи са Едвардом Штајхеном и Алвином Лангдон Кобурном. Под истом управом био је часопис Дело камере. Пар година касније, 1905, Штиглиц и Едвард Штајхен отварају Галерију 291 која је организовала мноштво изложби на којима је представила европску авангардну сцену. Галерију „Америчко место“ водио је све до своје смрти.
Штиглиц је желео да се фотографија схвати као уметност, а фотограф као уметник. Кроз његово дело огледају се етапе кроз које је пролазио: почео је као пикторијалиста, затим је снимао реалне мотиве, директну фотографију, примењену фотографију, серију фотографија неба „Еквиваленти“, серију фото-портрета... Тежио је да се оцепи од свега традиционалног и од ликовне уметности, наводећи да фотографија треба да буде објективна, истинита и реална. Његова најважнија фотографија настала је 1907. године, када је Штиглиц усликао ,,Палубу треће класе“. И сам је осећао да ће ова фотографија бити револуционарна. Анализирао ју је као однос између облика и осећања. Нема сумње да је она утицала на даљи развој фотографије.
„Штиглиц је себе углавном сматрао фотографом који преноси оно што види – своју идеју фотографије.“

## Фотографија у штампаним медијима и примењена фотографија
Захваљујући усавршењу полутонског поступка тј. штампарског поступка који је омогућавао штампање великог броја слика солидног квалитеа довело је до развоја фотографије у штампаним медијима и посебних жанрова – примењене, модне фотографија и других. Њујорк дејли график је часопис који је први објавио фотографију штампану овим поступком. 
Објављивање фотографија у новинама и часописима допинело свеприсутности фотографије. Фотографија се користи као доказ различитих дешавања и догађаја који су обележавали двадесети век. Након завршетка Првог светског рата друштво је доживело поновно рађење. Све је напредовало, а поготово фотографија која је сада имала више тема неко икада. Развило се и фото-репортерство, на шта је утицао процват социјалних дешавања, а од великог значаја јесте и појава лајка камере 1925. године. Ова камера је била популарна због малих димензија, употребе 35мм филма, новог угла снимања... Штампани су и специјализовани магазини и часописи (,, Вог“ (Vogue), „Лајф“ (Life), „Меч“ (Match), „Ви“ (Vie), „Минотаур“ (Minotaur), „Надреална револуција“(La Révolution surréaliste), „Панораме“ (Panorama)). Они су утицали на појаву примењене фотографије као новог жанра. Фото-рекламе су се налазиле у свим штампаним медијима (новине, часописи, фото-књиге, постери) и убрзо су утицале на отварање рекламних агенција.

## Покрети у Европи и њихови представници

### Нова објективност и Алберт Ренгер-Пач
У Европи се и даље оснивају покрети. Нова објективност је покрет настао двадесетих година ХХ века. Фотографи овог покрета ценили су лепоту свакодневних ствари, а инспирацију су налазили у предметима и објектима које је створио човек. Најистакнутији представник овог покрета био је Алберт Ренгер-Пач, који је био противних уметничке фотографије. Област његовог интересовања биле су техника и индустрија. Своје радове излаже у књигама Свет је леп, Пионирска технологија и Либек све из 1928. године. Радио је препознатљивим стилом, који карактеришу оштри, реалним и објективни призорими на фотографији. У позним годинама бележио је архитектуру и пејзаже.

### Баухаус и Ласло Мохољи-Нађ
Године 1919. у Немачкој је Валтер Гропијус отоворио школу за дизајн Баухаус. Фотографија је као педмет учења у школи уведена 1929. године, за шта је заслужан '''Ласло Мохољи-Нађ'''. Био је покровитељ и школе у Чикагу под називом Нови Баухаус, а касније је основао сопствену школу за дизајн. Аутор је књиге Сликарство, фотографија, филм, објављене 1925. године. Баухаус школа подржавала је нову визију света, а тако и нове технике и различите приступе обради фотографије. Тако су прихватљиви били фото-колажи, али и монтажа и ретуширање. Ласло Мохољи-Нађ у сарадњи са школом издао је још једну књигу Од материјала ка аритектури, а бројни радови настали под утицајем ове школе изложени су 1929. године на изложби „Филм и фото“ у Штутгарту.

### Мен Реј
Мен Реј био је сликар, вајар, режисер и фотограф. Снимао је како уметничку фотографију, тако и модну и примењену. Зајдено са Ли Милер открио је поступак соларизације, а изумео је и фотографску технику - ,,рејографију“. Био је склон надреализму и дадаизму, што говоре и његова дела.

### Александар Родченко
Још један заговорник фото-монтаже јесте Александар Родченко, руски сликар, вајар, графичар и касније фотограф. Користио се различитим угловима снимања. У својој књизи, написао је: „У фотографији постоји стари ракурс, апарат је постављен у висини очију посматрача који стоји на земљи. Ја то зовем снимање с пупка (...) најзанимљивији угао снимања данас је онај одозго надоле и одоздо нагоре и њихове дијагонале.“

## Покрети у САД и њихови представници
Идеја о осамостаљењу фотографије у Сједињене Америчке Државе дошла је са Алфредом Штиглицом. Тако није изостала појава и оснивање удружења и покрета у Америци.

### ФСА (Farm Security Administration)
ФСА (Farm Security Administration) био је покрет који се борио против сиромаштва у САД. Основао га је Рој Страјкер 1935. године. Фотографијом су се служили као средством за документовање стварности, желећи да „покажу Америку Американцима“. Истакнути фотографи били су: Доротеа Ланг, Волкер Еванс, Гордон Паркс и други.

### Доротеа Ланг
Доротеа Ланг радила је за ФСА од 1935. године. Њене фотографије пуне су емотивног набоја, јер су област њеног интересовања управо били бескућници и њихов тежак живот на улицама Сан Франциска. Прославила ју је фотографија „Бескућница с децом“, уснимљена 1936. године.

### Фото лига
Фото лига било је удружење фотографа Њујорка основано 1936. године. Овај покрет чинила је група младих уметника са циљем да забележе Америку. Изложбе и окупљања овог удружења била су честа, па се тако у Фото лигу укључило доста других фотографа. Неки од утицајнијих били су Ричард Аведон, Ансел Адамс, Маргарет Брук-Вајт, Хелен Левит, Едвард Ветсон...

### Маргарет Брук-Вајт
Маргарет Брук-Вајт била је чланица Фото лиге, оснивач магазина „Лајф“, ратни фотограф током Другог светског рата, бавила се и индустријском фотографијом. Будући да је радила као фото репортер често је путовала. На пример, фотографисала је разна превирања у Индији и тежак живот рудара у Африци.

### Фото група Ф.64
Фото група Ф.64 основана је 1932. године. Основали су је: Едвард Ветсон, Ансел Адамс, Имоџен Канингам, Вилард ван Дајк, Соња Носковијак, Цон Пол Едвардс и Хенри Свифт. Као што и назив групе говори, уметници су преферирали фотографију оштрог фокуса и малог отвора бленде. Тежили су и стварању новог правца у фотографији и раскидањем са пикторијалистичким начином схватања фотографије. ***Едвард Ветсон је рекао: „Камеру би требало користити за снимање живота, да се изрендерује сама супстанца и есенција самих ствари, биле оне исполирани челик или месо које подрхтава.“

### Ансел Адамс
Ансел Адамс као оснивач фото групе Ф.64 подржавао је „чисту“ фотографију – детаље приказане у крупном плану са највећом могућом дубином поља. Промовисао је очување паркова и природе где је и уснимио највише фотографија. Издао је чак двадесет и четири фото књиге о америчким националним парковима. Много је књига и приручника које је написао, а један од њих је и приручник о одређивању тачне експозиције и времену развијања - „Систем зонирања“.

## Хуманистичка фотографија
Други светски рат значио је стагнацију на свим пољима, па тако и на пољу уметности. Након рата свет се полако буди, па се фотографи труде да забележе управо те моменте. Хуманистичка фотографија развија се крајем рата и достиже врхунац педесетих година двадесетог века. Хуманизам у фотографији промовише се кроз новине, магазине, изложбе, путем удружења, покрета, организација и слично. Фотографи мотиве проналазе у свакодневним животним ситуацијама и човеку самом. Фотографија је често надреална, духовита, необична, маштовита... Фотографи тог времена – Анри Картије-Бресон, Андреа Кертес, Брасаии, оставили су у наслеђу много фотографија које су новим генерацијама послужиле као инспирација, али и лекција.
У групу фотографа касније генерације спадају: Роберт Френк, Дајен Арбус, Елиот Ервит, Мартин Пар, Јозеф Куделка и други.

### Анри Картије-Бресон
Анри Картије-Бресон био је француски фотограф, а студирао је сликарство. Развио је жанр уличне фотографије. Био је прави мајстор да забележи тренутак, и то не било који, већ онај пресудни за неку ситуацију. Снимао је фото репортаже за све познатије часописе и магазине. Аутор је бројних књига: Пресудни тренутак, Промене у Кини, Свет Анрија Картије-Бресона и других. Заједно са Робертом Капом, Дејвидом Сејмуром и Џорџом Роџером основао је агенцију ,,Магнум“.

### Елиот Ервит
Елиот Ервит је француски фотограф. Највише је бележио фотографије Париза, које су по много чему карактеристичне и често имају примесу хумора или наводе посматрача на дубоко размишљање. Студирао је фотографију и филм у Лос Анђелесу. Сарађивао је са ФСА и фотографисао за различите часописе, међу којима су: „Лајф“ и „Холидеј“. Године 1953. постао је члан „Магнум“ агенције.

## Агенција Магнум
Агенција Магну основана је 1947. године. Чињеница да је основана нешто након Другог светског рата говори о томе да је агенција подржавала нов и посебан начин изражавања фотографа испуњен оптимизмом и радошћу живота. Агенцију ”Магнум” основали су: Роберт Капа, Анри Картије-Бресон, Џорџ Роџер и Дејвид Чим Сејмур. При стварању фотографија залагали су се за уметничку фотографију насталу без коришћења блица и других интервенција. Такође, желели су да омогуће фотографу да слика оно што пожели, а не само важне догашаје у Европи или Америци. Највећи допринос огледао се у томе да је агенција ”Магнум” била је прва која је заштитила ауторска права свих својих чланова.